# Serolis rugosa
Serolis rugosa là một loài chân đều trong họ Serolidae. Loài này được Kussakin miêu tả khoa học năm 1982.